# Garganta (Sabrosa)
Garganta é uma aldeia portuguesa pertencente à união das freguesias de São Martinho de Anta e Paradela de Guiães, no município de Sabrosa, localizada na sub-região do Douro, região do Norte e no distrito de Vila Real.
Garganta atrai muitos visitantes para as festas de seu padroeiro São Bartolomeu, para celebração anual do Solstício de Verão e, ainda, para visitas à Necrópole Medieval das Touças (situada junto a um antigo caminho que estabelecia a ligação entre as aldeias de Garganta e Vilar de Celas).
A aldeia de Garganta é referida em algumas das obras do premiado escritor português Miguel Torga.

## Património
- Capela antiga de Garganta
- Igreja Matriz de Garganta
- Lavadouro de Garganta
- Pólo Arqueológico de Garganta[5][6]